# Royal Shakespeare Theatre
Le Royal Shakespeare Theatre est un théâtre britannique de style Art déco de 1932 propriété de la Royal Shakespeare Company à Stratford-upon-Avon dans le Warwickshire en Angleterre. Il est dédié au poète, dramaturge et écrivain William Shakespeare (1564-1616) qui est né et a fini ses jours dans cette ville. L’ensemble est Monument classé du Royaume-Uni.  

## Historique
Conçu par la première femme architecte britannique à avoir remporté un concours significatif, Elisabeth Scott, le Royal Shakespeare Theatre est inauguré le 23 avril 1932 contigu au Swan Theatre, au bord de l'Avon sur l'emplacement du Shakespeare Memorial Theatre (fondé le 19 avril 1879 et détruit par un incendie le 6 mars 1926). 

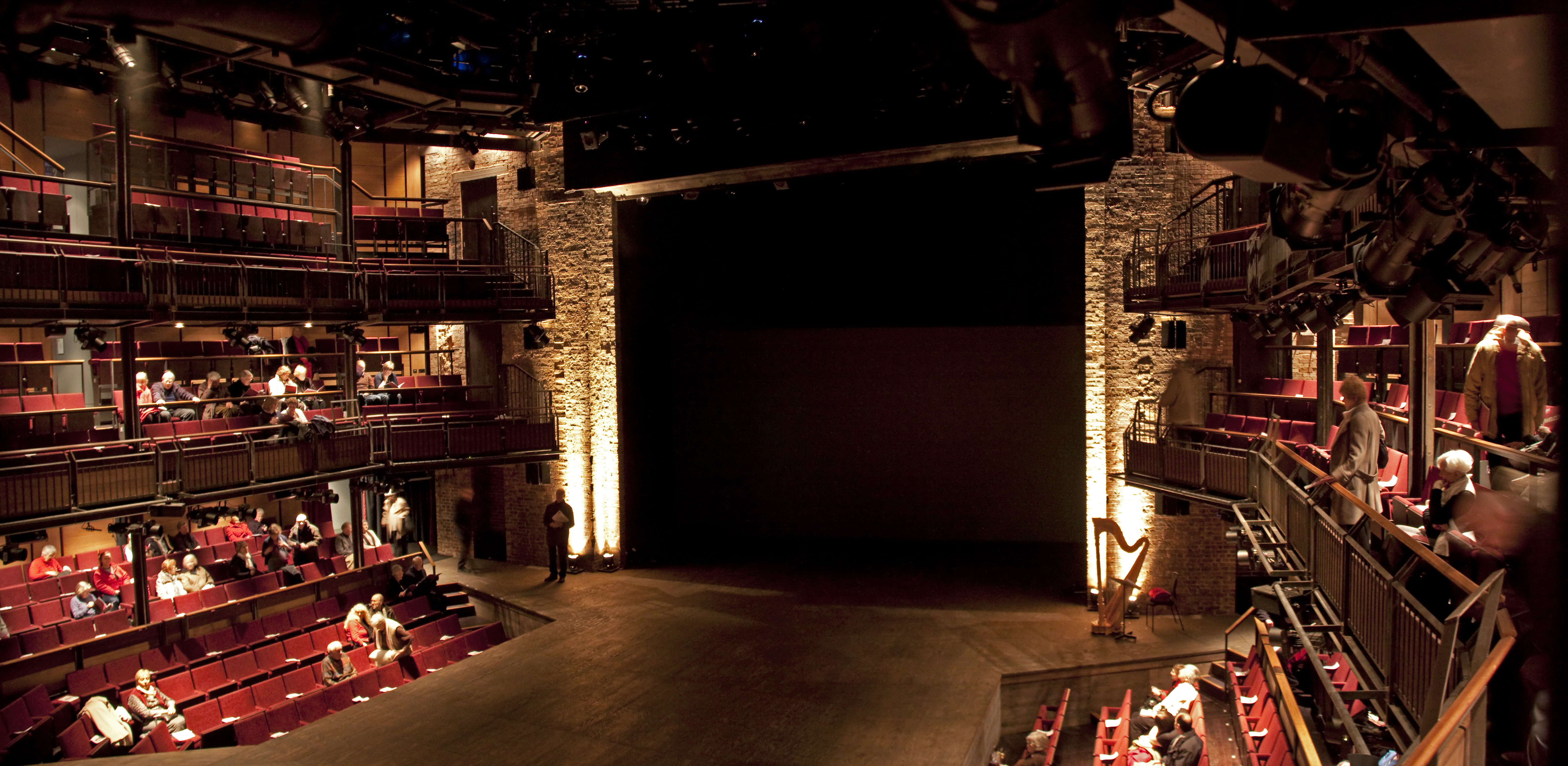

En 1961, il a été rebaptisé « Royal Shakespeare Theatre ».
Après un important programme de rénovation modernisation entre 2007 et 2010 avec un budget de plus de 100 millions de Livre sterling, le nouveau Royal Shakespeare Theatre est officiellement inauguré le 4 mars 2011 par la reine Élisabeth II et le prince Philip avec la pièce de théâtre Roméo et Juliette de William Shakespeare.